# 수리야 바하두르 타파

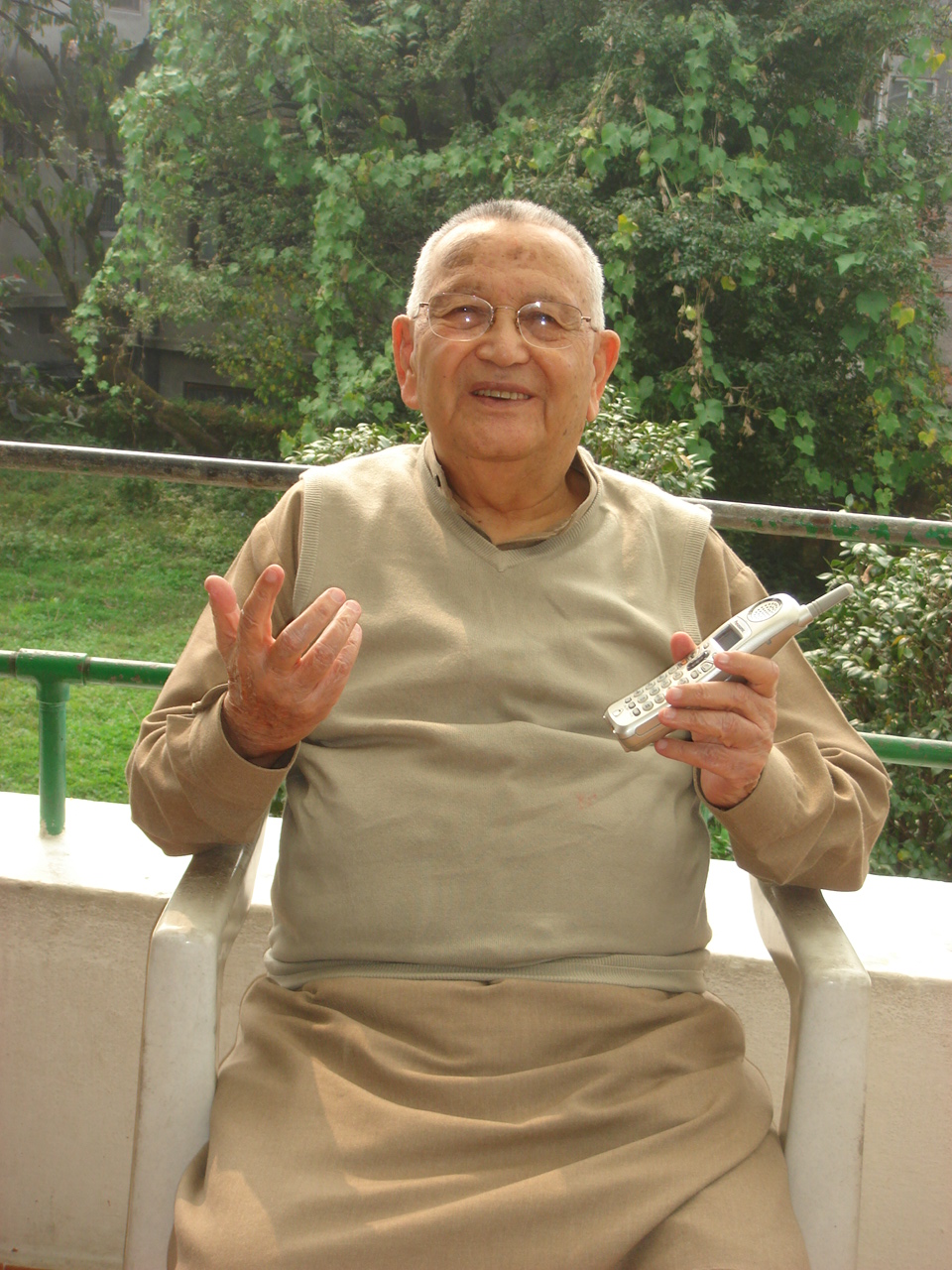
수리야 바하두르 타파

수리야 바하두르 타파(네팔어: सूर्य बहादुर थापा, 1928년 3월 21일 ~ 2015년 4월 15일)는 네팔의 정치인이다. 24대 총리를 역임했었다.